# پیسونیه
پیسونیه (به ایتالیایی: Pisogne) یک کومونه در ایتالیا است که در استان برشا واقع شده‌است.

## خصوصیات
پیسونیه ۴۷ کیلومترمربع مساحت و ۸٬۱۵۶ نفر جمعیت دارد و ۱۸۷ متر بالاتر از سطح دریا واقع شده‌است.